# Max Purcell
Max Purcell (* 3. dubna 1998 Sydney) je australský profesionální tenista. Ve čtyřhře grandslamu zvítězil s Matthewem Ebdenem ve Wimbledonu 2022 a po boku Jordana Thompsona na US Open 2024. Jako poražený finalista skončil v deblových soutěžích Australian Open 2020 i 2022 a také ve Wimbledonu 2024. Ve své dosavadní kariéře na okruhu ATP Tour vyhrál osm deblových turnajů. Na challengerech ATP a okruhu ITF získal devět titulů ve dvouhře a šestnáct ve čtyřhře.
Na žebříčku ATP byl ve dvouhře nejvýše klasifikován v říjnu 2023 na 40. místě a ve čtyřhře v září 2024  na 8. místě. Trénuje ho Dayne Kelly. Dříve tuto roli plnil Nathan Healey.
V australském daviscupovém týmu debutoval v roce 2022 na malažském finálovém turnaji, kde odehrál tři čtyřhry a jednu dvouhru ve skupinové fázi a poté i debla v semifinále. Stal se tak členem družstva, které ve světovém finále podlehlo Kanadě. Do září 2024 v soutěži nastoupil k osmi mezistátním utkáním s bilancí 0–2 ve dvouhře a 7–1 ve čtyřhře.
Austrálii reprezentoval na odložených Letních olympijských hrách 2020 v Tokiu. Až jako náhradník za Murrayho zasáhl do mužské dvouhry, v níž z pozice 190. hráče světa vyřadil Félixe Augera-Aliassimeho. Ve druhém kole podlehl Dominiku Koepferovi. Do mužské čtyřhry zasáhl s Johnem Peersem. V prvním kole nestačili na pozdější semifinalisty Austina Krajicka s Tennysem Sandgrenem.

## Tenisová kariéra
V rámci hlavních soutěží událostí okruhu ITF debutoval v únoru 2014, když na turnaji v jihoaustralském Port Pirie s dotací 15 tisíc dolarů nastoupil s Matthewem Bartonem do čtyřhry. Ve čtvrtfinále podlehli Alexi Boltovi a Andrewovi Whittingtonovi. Během května 2016 získal na challengerech premiérový titul v jihokorejském Kimčchonu, kde mu v závěru třetí sady finále skrečoval krajan a hráč třetí světové stovky Andrew Whittington. V turnaji vyhrál sedm zápasů poté, co z pozice 762. muže žebříčku musel projít kvalifikací. V šestnácti letech se tak stal druhým nejníže postaveným vítězem na challengerech.

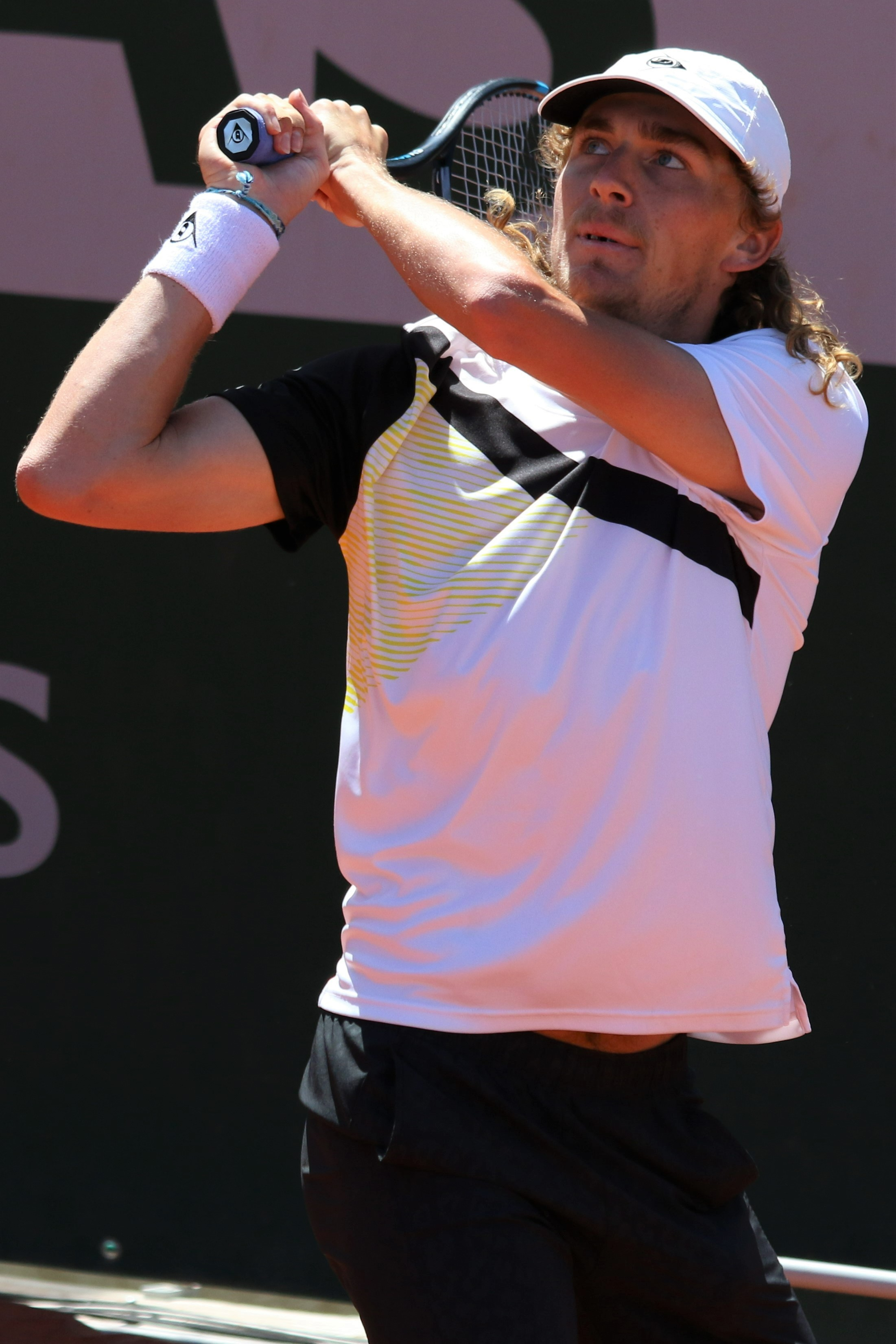
Bekhend na French Open 2022

Debut v hlavní soutěži nejvyšší grandslamové kategorie zaznamenal v mužském deblu Australian Open 2017, do nějž obdržel s krajanem Alexem de Minaurem divokou kartu. Na úvod je zastavili Španělé Pablo Carreño Busta a Guillermo García-López. V melbournské kvalifikaci jej v prvním kole vyřadil Rus Andrej Rubljov. Po zvládnuté tříkolové kvalifikační soutěži Australian Open 2020, v jejíž závěrečné fázi zdolal Slováka Jozefa Kovalíka, si poprvé zahrál grandslamovou dvouhru. Nad jeho síly však byl v první fázi 18letý Ital Jannik Sinner, figurující na osmdesáté druhé příčce žebříčku.
Do premiérového finále na okruhu ATP Tour i grandslamu postoupil s krajanem Lukem Savillem ve čtyřhře Australian Open 2020, do níž obdrželi divokou kartu. V semifinále vyřadili čtvrtý nasazený, chorvatsko-slovenský pár Ivan Dodig a Filip Polášek. V boji o titul pak podlehli americko-britským turnajovým jedenáctkám Rajeevu Ramovi s Joem Salisburym. První singlový zápas na okruhu ATP Tour vyhrál na únorovém Great Ocean Road Open v Melbourne Parku, kde vyřadil Slováka Norberta Gombose z konce první stovky. Ve druhém kole prohrál s ruskou světovou dvacítkou Karenem Chačanovem. Ve druhé fázi navazující kvalifikace Australian Open 2021 nestačil na Rusa Aslana Karaceva.

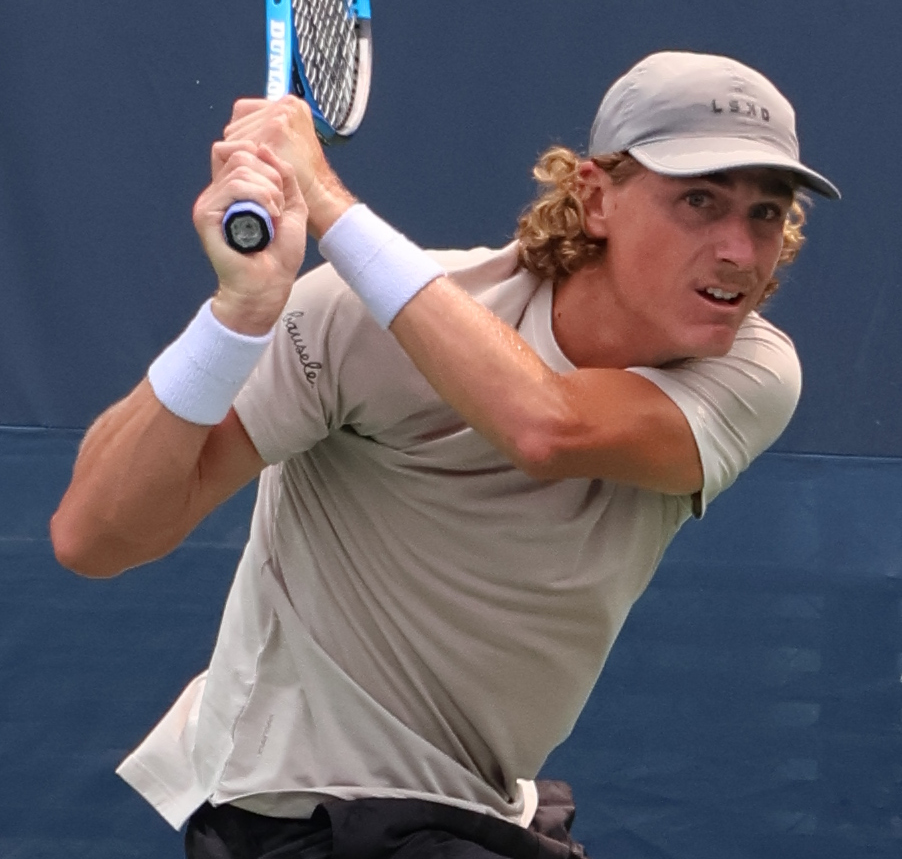
Bekhend na Washington Open 2023

Do prvního finále dvouhry okruhu ATP Tour se probojoval na wimbledonské generálce, travnatém Rothesay International Eastbourne 2024. Do hlavní soutěže postoupil z kvalifikace. Ve finále i podruhé v kariéře podlehl nejvýše nasazenému Američanu Tayloru Fritzovi. První grandslam vybojoval s krajanem Matthewem Ebdenem ve čtyřhře Wimbledonu 2022. Ve finále zdolali za 4 hodiny a 11 minut obhájce titulu a druhé nasazené Chorvaty Nikolu Mektiće s Matem Pavićem po pětisetovém boji s třemi tiebreaky. Vylepšili tak společné grandslamové maximum z finále Australian Open 2022 a jako pár ovládli druhý turnaj po houstonském U.S. Men's Clay Court Champion's 2022. V průběhu londýnského grandslamu se přitom několikrát ocitli na prahu vyřazení. Celkem odvrátili osm mečbolů, z toho tři v úvodním kole McLachlanovi a Göranssonovi a dalších pět v semifinále proti prvnímu světovému páru Ram a Salisbury. Dvakrát otočili průběh z nepříznivého stavu 0–2 na sety a z celkových šesti zápasů museli podstoupit pět pětisetových bitev.
Ze souboje o titul odešel poražen s krajanem Jordanem Thompsonem v deblové soutěži Wimbledonu 2024. V nejtěsnějším možném poměru podlehli finsko-britské dvojici Harri Heliövaara a Henry Patten, když každou sadu rozhodl až tiebreak. Ve druhé sadě nevyužili tři mečboly. Formu z letní sezóny s Thompsonem přetavili v zisk trofeje na US Open 2024. V závěrečném utkání porazili německé turnajové desítky Kevina Krawietze s Timem Pützem. Newyorský grandslam vyhráli jako první ryze australský pár od Woodbridge s Woodfordem v roce 1996. Již ve druhém kole mohli soutěž opustit, když odvrátili dva mečboly Miesovi se Smithem. Po skončení debutoval 9. září 2024 v první desítce deblového žebříčku ATP, když mu patřilo 8. místo.

## Finále na Grand Slamu

### Mužská čtyřhra: 5 (2–3)
| Stav      | rok  | turnaj          | povrch | spoluhráč       | soupeři ve finále               | výsledek                                |
| --------- | ---- | --------------- | ------ | --------------- | ------------------------------- | --------------------------------------- |
| Finalista | 2020 | Australian Open | tvrdý  | Luke Saville    | Joe Salisbury Rajeev Ram        | 4–6, 2–6                                |
| Finalista | 2022 | Australian Open | tvrdý  | Matthew Ebden   | Thanasi Kokkinakis Nick Kyrgios | 5–7, 4–6                                |
| Vítěz     | 2022 | Wimbledon       | tráva  | Matthew Ebden   | Nikola Mektić Mate Pavić        | 7–6(7–5), 6–7(3–7), 4–6, 6–4, 7–6(10–2) |
| Finalista | 2024 | Wimbledon       | tráva  | Jordan Thompson | Harri Heliövaara Henry Patten   | 7–6(9–7), 6–7(8–10), 6–7(9–11)          |
| Vítěz     | 2024 | US Open         | tvrdý  | Jordan Thompson | Kevin Krawietz Tim Pütz         | 6–4, 7–6(7–4)                           |

## Finále na okruhu ATP Tour
| Legenda                     |
| --------------------------- |
| D – dvouhra; Č – čtyřhra    |
| Grand Slam (2–3 Č)          |
| Turnaj mistrů (0)           |
| ATP Tour Masters 1000 (0)   |
| ATP Tour 500 (1–0 Č)        |
| ATP Tour 250 (0–1 D; 5–4 Č) |

### Dvouhra: 1 (0–1)
| Stav      | č. | datum           | turnaj                         | kategorie | povrch | soupeř ve finále | výsledek |
| --------- | -- | --------------- | ------------------------------ | --------- | ------ | ---------------- | -------- |
| Finalista | 1. | 29. června 2024 | Eastbourne, Spojené království | ATP 250   | tráva  | Taylor Fritz     | 4–6, 4–3 |

### Čtyřhra: 15 (8–7)
| Stav      | č. | datum             | turnaj                                | kategorie  | povrch    | spoluhráč        | soupeři ve finále                   | výsledek                                |
| --------- | -- | ----------------- | ------------------------------------- | ---------- | --------- | ---------------- | ----------------------------------- | --------------------------------------- |
| Finalista | 1. | 2. února 2020     | Australian Open, Melbourne, Austrálie | Grand Slam | tvrdý     | Luke Saville     | Joe Salisbury Rajeev Ram            | 4–6, 2–6                                |
| Finalista | 2. | 1. listopadu 2020 | Nur-Sultan, Kazachstán                | ATP 250    | tvrdý (h) | Luke Saville     | Sander Gillé Joran Vliegen          | 5–7, 3–6                                |
| Finalista | 3. | 29. ledna 2022    | Australian Open, Melbourne, Austrálie | Grand Slam | tvrdý     | Matthew Ebden    | Thanasi Kokkinakis Nick Kyrgios     | 5–7, 4–6                                |
| Vítěz     | 1. | 10. dubna 2022    | Houston, Spojené státy                | ATP 250    | antuka    | Matthew Ebden    | Ivan Sabanov Matej Sabanov          | 6–3, 6–3                                |
| Finalista | 4. | 12. června 2022   | 's-Hertogenbosch, Nizozemsko          | ATP 250    | tráva     | Matthew Ebden    | Wesley Koolhof Neal Skupski         | 6–4, 5–7, [6–10]                        |
| Vítěz     | 2. | 9. července 2022  | Wimbledon, Londýn, Spojené království | Grand Slam | tráva     | Matthew Ebden    | Nikola Mektić Mate Pavić            | 7–6(7–5), 6–7(3–7), 4–6, 6–4, 7–6(10–2) |
| Vítěz     | 3. | 9. dubna 2023     | Houston, Spojené státy (2)            | ATP 250    | antuka    | Jordan Thompson  | Julian Cash Henry Patten            | 4–6, 6–4, [10–5]                        |
| Finalista | 5. | červenec 2023     | Newport, Spojené státy                | ATP 250    | tráva     | William Blumberg | Nathaniel Lammons Jackson Withrow   | 3–6, 7–5, [5–10]                        |
| Finalista | 6. | červenec 2023     | Atlanta, Spojené státy                | ATP 250    | tvrdý     | Jordan Thompson  | Nathaniel Lammons Jackson Withrow   | 6–7(3–7), 6–7(4–7)                      |
| Vítěz     | 4. | 22. října 2023    | Tokio, Japonsko                       | ATP 500    | tvrdý     | Rinky Hijikata   | Jamie Murray Michael Venus          | 6–4, 6–1                                |
| Vítěz     | 5. | 11. února 2024    | Dallas, Spojené státy                 | ATP 250    | tvrdý (h) | Jordan Thompson  | William Blumberg Rinky Hijikata     | 6–4, 2–6, [10–8]                        |
| Vítěz     | 6. | 19. února 2024    | Los Cabos, Mexiko                     | ATP 250    | tvrdý     | Jordan Thompson  | Gonzalo Escobar Oleksandr Nedověsov | 7–5, 7–6(7–2)                           |
| Vítěz     | 7. | 7. dubna 2024     | Houston, Spojené státy (3)            | ATP 250    | antuka    | Jordan Thompson  | William Blumberg John Peers         | 7–5, 6–1                                |
| Finalista | 7. | 13. července 2024 | Wimbledon, Londýn, Spojené království | Grand Slam | tráva     | Jordan Thompson  | Harri Heliövaara Henry Patten       | 7–6(9–7), 6–7(8–10), 6–7(9–11)          |
| Vítěz     | 8. | 7. září 2024      | US Open, New York, Spojené státy      | Grand Slam | tvrdý     | Jordan Thompson  | Kevin Krawietz Tim Pütz             | 6–4, 7–6(7–4)                           |

## Finále na challengerech ATP a okruhu ITF
| Legenda                     |
| --------------------------- |
| Challengery (5–5 D; 15–5 Č) |
| ITF (4–3 D; 1–2 Č)          |

### Dvouhra: 17 (9–8)
| Stav      | č. | datum         | turnaj                  | povrch    | soupeř ve finále          | výsledek                |
| --------- | -- | ------------- | ----------------------- | --------- | ------------------------- | ----------------------- |
| Vítěz     | 1. | květen 2016   | Kimčchon, Jižní Korea   | tvrdý     | Andrew Whittington        | 3–6, 7–6(8–6), 5–1skreč |
| Finalista | 1. | listopad 2016 | Blacktown, Austrálie    | tvrdý     | Christopher O'Connell     | 2–6, 2–6                |
| Vítěz     | 2. | březen 2017   | Nišitōkjō, Japonsko     | tvrdý     | Jusuke Takahaši           | 7–5, 7–6(10–8)          |
| Finalista | 2. | duben 2017    | Jakarta, Indonésie      | tvrdý     | Čchen Tchi                | 3–6, 4–6                |
| Vítěz     | 3. | říjen 2017    | Nonthaburi, Thajsko     | tvrdý     | Martins Podzus            | 6–7(7–9), 6–2, 7–6(7–4) |
| Vítěz     | 4. | říjen 2017    | Pattaya, Thajsko        | tvrdý (h) | Wu Tchun-lin              | 6–2, 6–2                |
| Finalista | 3. | březen 2018   | Mornington, Austrálie   | antuka    | Marc Polmans              | 6–7(5–7), 2–6           |
| Vítěz     | 5. | duben 2018    | Mornington, Austrálie   | antuka    | Marc Polmans              | 7–5, 6–4                |
| Finalista | 4. | květen 2019   | Soul, Jižní Korea       | tvrdý     | Kwon Sun-u                | 5–7, 5–7                |
| Vítěz     | 6. | červenec 2021 | Nur-Sultan, Kazachstán  | tvrdý     | Jay Clarke                | 3–6, 6–4, 7–6(8–6)      |
| Finalista | 5. | září 2021     | Columbus, Spojené státy | tvrdý     | Stefan Kozlov             | 6–4, 2–6, 4–6           |
| Vítěz     | 7. | únor 2023     | Čennaí, Indie           | tvrdý     | Nicolas Moreno de Alboran | 5–7, 7–6(7–2), 6–4      |
| Vítěz     | 8. | únor 2023     | Bangalúr, Indie         | tvrdý     | James Duckworth           | 3–6, 7–5, 7–6(7–5)      |
| Vítěz     | 9. | březen 2023   | Puné, Indie             | tvrdý     | Luca Nardi                | 6–2, 6–3                |
| Finalista | 6. | březen 2023   | Lille, Francie          | tvrdý (h) | Otto Virtanen             | 7–6(7–3), 4–6, 2–6      |
| Finalista | 7. | květen 2023   | Kwangdžu, Jižní Korea   | tvrdý     | Jordan Thompson           | 3–6, 2–6                |
| Finalista | 8. | květen 2023   | Pusan, Jižní Korea      | tvrdý     | Aleksandar Vukic          | 4–6, 0–1 skreč          |

### Čtyřhra (16 titulů)
| Č.  | datum         | turnaj                     | povrch    | spoluhráč          | poražení finalisté                 | výsledek               |
| --- | ------------- | -------------------------- | --------- | ------------------ | ---------------------------------- | ---------------------- |
| 1.  | srpen 2017    | Lexington, Spojené státyer | tvrdý     | Alex Bolt          | Tom Jomby Eric Quigley             | 7–5, 6–4               |
| 1.  | říjen 2017    | Pattaya, Thajsko           | tvrdý (h) | Čchen Tchi         | Skyler Butts Li Jüan-feng          | 6–1, 6–1               |
| 2.  | listopad 2017 | Tojota, Japonsko           | tvrdý (h) | Andrew Whittington | Ruben Gonzales Christopher Rungkat | 6–3, 2–6, [10–8]       |
| 3.  | listopad 2018 | Bengalúru, Indie           | tvrdý     | Luke Saville       | Purav Radža Antonio Šančić         | 7–6(7–3), 6–3          |
| 4.  | leden 2019    | Playford, Austrálie        | tvrdý     | Luke Saville       | Ariel Behar Enrique López Pérez    | 6–4, 7–5               |
| 5.  | únor 2019     | Launceston, Austrálie      | tvrdý     | Luke Saville       | Hiroki Morija Mohamed Safwat       | 7–5, 6–4               |
| 6.  | březen 2019   | Čang-ťia-kang, Čína        | tvrdý     | Luke Saville       | Hans Hach Sriram Baladži           | 6–2, 7–6(7–5)          |
| 7.  | březen 2019   | An-ning, Čína              | antuka    | Luke Saville       | Hans Podlipnik Castillo David Pel  | 4–6, 7–5, [10–5]       |
| 8.  | květen 2019   | Soul, Jižní Korea          | tvrdý     | Luke Saville       | Ruben Bemelmans Serhij Stachovskyj | 6–4, 7–6(9–7)          |
| 9.  | červenec 2019 | Binghamton, Spojené státy  | tvrdý     | Luke Saville       | Alex Lawson JC Aragone             | 6–4, 4–6, [10–5]       |
| 10. | říjen 2019    | Traralgon, Austrálie       | tvrdý     | Luke Saville       | Brydan Klein Scott Puodziunas      | 6–7(2–7), 6–3, [10–4]  |
| 11. | leden 2020    | Bendigo, Austrálie         | tvrdý     | Luke Saville       | Jonatan Erlich Andrej Vasilevskij  | 7–6(7–3), 7–6(7–3)     |
| 12. | říjen 2022    | Pusan, Jižní Korea         | tvrdý     | Marc Polmans       | Nam Či-song Min-kju                | 6–7(5–7), 6–2, [12–10] |
| 13. | únor 2023     | Burnie, Austrálie          | tvrdý     | Marc Polmans       | Luke Saville Tristan Schoolkate    | 7–6(7–4), 6–4          |
| 14. | březen 2023   | Lille, Francie             | tvrdý (h) | Jason Taylor       | Dustin Brown Ajsám Kúreší          | 7–6(7–3), 6–4          |
| 15. | duben 2023    | Soul, Jižní Korea          | tvrdý     | Jasutaka Učijama   | Čchong Jun-song Juta Šimizu        | 6–1, 6–4               |

## Finále soutěží družstev: 2 (0–2)
| Výsledek  | č. | datum a místo konání                                                                   | spoluhráči                                                      | soupeři                                                                               | skóre |
| --------- | -- | -------------------------------------------------------------------------------------- | --------------------------------------------------------------- | ------------------------------------------------------------------------------------- | ----- |
| Finalista | 1. | Davis Cup 2022 27. listopadu 2022 Málaga, Španělsko tvrdý (hala), Martin Carpena Arena | Alex de Minaur Thanasi Kokkinakis Jordan Thompson Matthew Ebden | Kanada                                                                                | 0–2   |
| Finalista | 1. | Davis Cup 2022 27. listopadu 2022 Málaga, Španělsko tvrdý (hala), Martin Carpena Arena | Alex de Minaur Thanasi Kokkinakis Jordan Thompson Matthew Ebden | Félix Auger-Aliassime Denis Shapovalov Vasek Pospisil Alexis Galarneau Gabriel Diallo | 0–2   |
| Finalista | 2. | Davis Cup 2023 26. listopadu 2023 Málaga, Španělsko tvrdý (hala), Martin Carpena Arena | Alex de Minaur Alexei Popyrin Jordan Thompson Matthew Ebden     | Itálie                                                                                | 0–2   |
| Finalista | 2. | Davis Cup 2023 26. listopadu 2023 Málaga, Španělsko tvrdý (hala), Martin Carpena Arena | Alex de Minaur Alexei Popyrin Jordan Thompson Matthew Ebden     | Jannik Sinner Lorenzo Musetti Matteo Arnaldi Lorenzo Sonego Simone Bolelli            | 0–2   |